# Чучжоу
Чучжо́у (кит. упр. 滁州, пиньинь Chúzhōu) — городской округ в провинции Аньхой КНР.

## История
В эпоху Южных и Северных династий в этих местах существовала область Наньцяо (南谯州). После объединения китайских земель и образования империи Суй область Наньцяо была переименована в Чучжоу (滁州) по названию протекающей здесь реки Чухэ. Во времена империи Мин область получила статус «непосредственно управляемой», и сохранила такой статус при империи Цин (то есть, подчинялась напрямую властям провинции, минуя промежуточный уровень управы). После Синьхайской революции 1911 года в Китае была проведена реформа структуры административного деления, в ходе которой области были упразднены; на землях, ранее напрямую управлявшихся областными властями, был создан уезд Чусянь (滁县).
После того, как во время гражданской войны эти места перешли под контроль коммунистов, в июне 1949 года был образован Специальный район Чусянь (滁县专区), состоящий из 9 уездов. В 1952 году в состав специального района из расформированного Специального района Чаоху перешёл уезд Фэйдун, а уезд Цзянпу был передан в состав Специального района Янчжоу провинции Цзянсу. В 1955 году уезд Сюйи был передан в состав Специального района Хуайинь провинции Цзянсу. В 1956 году Специальный район Чусянь был расформирован, а остававшиеся в его составе 8 уездов были переданы в состав Специального района Бэнбу (蚌埠专区).
В 1961 году Специальный район Чусянь был воссоздан. В 1965 году уезд Фэйдун был возвращён в состав воссозданного Специального района Чаоху. В 1971 году Специальный район Чусянь был переименован в Округ Чусянь (滁县地区). В 1982 году был расформирован уезд Чусянь, а вместо него образован городской уезд Чучжоу.
Постановлением Госсовета КНР от 20 декабря 1992 года были расформированы округ Чусянь и городской уезд Чучжоу, и образован городской округ Чучжоу; на месте бывшего городского уезда Чучжоу были образованы районы Ланъя и Наньцяо.
В декабре 1993 года уезд Тяньчан был преобразован в городской уезд. В 1994 году уезд Цзяшань (嘉山县) был расформирован, а вместо него был образован городской уезд Мингуан.

## Административно-территориальное деление
Городской округ Чучжоу делится на 2 района, 2 городских уезда, 4 уезда:
| Карта                                                          | Карта     | Карта     | Карта         | Карта            | Карта         |
| -------------------------------------------------------------- | --------- | --------- | ------------- | ---------------- | ------------- |
| Ланъя Наньцяо Лайань Цюаньцзяо Динъюань Фэнъян Тяньчан Мингуан |           |           |               |                  |               |
| Статус                                                         | Название  | Иероглифы | Пиньинь       | Население (2010) | Площадь (км²) |
| Район                                                          | Ланъя     | 琅琊区    | Lángyá qū     |                  |               |
| Район                                                          | Наньцяо   | 南谯区    | Nánqiáo qū    |                  |               |
| Городской уезд                                                 | Тяньчан   | 天长市    | Tiāncháng shì |                  |               |
| Городской уезд                                                 | Мингуан   | 明光市    | Míngguāng shì |                  |               |
| Уезд                                                           | Динъюань  | 定远县    | Dìngyuǎn xiàn |                  |               |
| Уезд                                                           | Лайань    | 来安县    | Lái'ān xiàn   |                  |               |
| Уезд                                                           | Фэнъян    | 凤阳县    | Fèngyáng xiàn |                  |               |
| Уезд                                                           | Цюаньцзяо | 全椒县    | Quánjiāo xiàn |                  |               |

## Экономика
В Чучжоу расположены завод бытовой техники Konka Group, завод полупроводников JCET Group.